# Alexandros Terzian
Alexandros „Alex“ Terzian (griechisch Αλέξανδρος Τερζιάν; * 24. Juni 1968 in Buenos Aires als Alejandro Terzián) ist ein ehemaliger argentinisch-griechischer Leichtathlet, der sich auf den Sprint spezialisiert hat. Seinen größten sportlichen Erfolg feierte er mit dem Vizehalleneuropameistertitel über 60 Meter 1994 in Paris.

## Sportliche Laufbahn
Erste internationale Erfahrungen sammelte Alexandros Terzian im Jahr 1987, als er für Argentinien startend bei den Juniorensüdamerikameisterschaften in Santiago de Chile mit übersprungenen 1,95 m die Silbermedaille im Hochsprung gewann. 1993 schied er für Griechenland bei den Hallenweltmeisterschaften in Toronto mit 6,72 s im Halbfinale im 60-Meter-Lauf aus und anschließend siegte er bei den Mittelmeerspielen in Narbonne in 10,20 s über 100 Meter. Zudem gewann er dort im 200-Meter-Lauf in 20,87 s die Silbermedaille hinter dem Franzosen Daniel Sangouma und gewann auch mit der griechischen 4-mal-100-Meter-Staffel in 39,26 s die Silbermedaille hinter dem französischen Team. Anschließend schied er bei den Weltmeisterschaften in Stuttgart mit 10,36 s im Halbfinale über 100 Meter aus und schied im 200-Meter-Lauf mit 21,00 s im Viertelfinale aus. Zudem schied er im Staffelbewerb mit 39,00 s im Semifinale aus. Im Jahr darauf siegte er bei den Balkan-Hallenmeisterschaften in Piräus in 6,63 s über 60 Meter, ehe er bei den Halleneuropameisterschaften in Paris in 6,51 s die Silbermedaille hinter dem Briten Colin Jackson gewann. Im August belegte er bei den Freiluft-Europameisterschaften in Helsinki in 10,42 s den siebten Platz im 100-Meter-Lauf und gelangte mit der Staffel mit 39,25 s auf Rang fünf. Zudem gewann er bei den Balkanspielen in Trikala in 10,46 s die Silbermedaille über 100 Meter hinter dem Rumänen Daniel Cojocaru und siegte in 39,38 s im Staffelbewerb. 1995 kam er bei den Weltmeisterschaften in Göteborg mit 10,47 s nicht über die erste Runde über 100 Meter hinaus und wurde mit der Staffel im Vorlauf disqualifiziert. Im Jahr darauf nahm er über 100 Meter an den Olympischen Sommerspielen in Atlanta teil und schied dort mit 10,48 s in der Vorrunde aus. 1997 belegte er bei den Mittelmeerspielen in Bari in 20,67 s den vierten Platz über 200 Meter. 2003 siegte er in 10,49 s über 100 Meter bei den Balkan-Meisterschaften in Thiva und siegte in 39,69 s auch in der 4-mal-100-Meter-Staffel. Im Jahr darauf beendete er dann seine aktive sportliche Karriere im Alter von 36 Jahren.
In den Jahren 1993 und 1994 wurde Terzian griechischer Meister im 100-Meter-Lauf sowie 1993 auch über 200 Meter. Für Argentinien wurde er 1989 und 1990 Landesmeister im 100-Meter-Lauf sowie 1990 auch über 200 Meter.

## Persönliche Bestleistungen
- 100 Meter: 10,20 s (+1,4 m/s), 17. Juni 1993 in Narbonne
  - 60 Meter (Halle): 6,51 s, 11. März 1994 in Paris
- 200 Meter: 20,61 s (−1,8 m/s), 31. Mai 1997 in Piräus
  - 200 Meter (Halle): 21,50 s, 4. März 2003 in Athen